# Xiaosaurus
Xiaosaurus là một chi khủng long, được Dong & Tang Z. mô tả khoa học năm 1983.